# Hrabstwo Johnston (Karolina Północna)
Hrabstwo Johnston (ang. Johnston County) – hrabstwo w stanie Karolina Północna w Stanach Zjednoczonych.

## Geografia
Według spisu z 2000 roku obszar całkowity hrabstwa obejmuje powierzchnię 796 mil2 (2061,63 km²), z czego 792 mil2 (2051,27 km²) stanowią lądy, a 4 mile2 (10,36 km²) stanowią wody. Według szacunków United States Census Bureau w roku 2012 miało 174 938 mieszkańców. Jego siedzibą administracyjną jest Smithfield.

### Miasta
- Archer Lodge
- Benson
- Clayton
- Four Oaks
- Kenly
- Micro
- Pine Level
- Princeton
- Selma
- Smithfield
- Wilson’s Mills